# Arachnactis sibogae
Arachnactis sibogae är en korallart som beskrevs av McMurrich 1910. Arachnactis sibogae ingår i släktet Arachnactis och familjen Arachnactidae. Inga underarter finns listade i Catalogue of Life.